# Miss Universe France
Ne doit pas être confondu avec Miss France ou Miss World France.
Pour les articles homonymes, voir Miss.
Miss Universe France, ou Miss Univers France, est un titre de beauté donné à la candidate représentante de la France au concours Miss Univers depuis 1952.
Initialement, seule la jeune femme portant le titre de Miss France obtient le droit de concourir aux deux principaux concours de beauté internationaux, à savoir Miss Univers et Miss Monde. Cependant, à la suite d'une décision interne de l’organisation Miss France ou encore des problèmes de concordance des dates entre les deux événements, il est fréquent et autorisé pour les dauphines de Miss France de participer à l’un des deux concours mondiaux.
Le 10 juillet 2024, Indira Ampiot, Miss France 2023, est désignée Miss Universe France 2024.
À ce jour, deux Françaises ont remporté la couronne de Miss Univers :
- Christiane Martel, élue Miss Univers 1953[2] ;
- Iris Mittenaere, élue Miss Univers 2016[3].

## Liste des tenantes du titre
Sur les 73 éditions de Miss Univers, la France s’est classée à 23 reprises.
- Élue Miss Univers
- Dauphine ou finaliste de Miss Univers
- Demi-finaliste de Miss Univers

| Année | Miss Universe France               | Classement à Miss France                                         | Région                  | Résultat à Miss Univers |
| ----- | ---------------------------------- | ---------------------------------------------------------------- | ----------------------- | ----------------------- |
| 2024  | Indira Ampiot                      | Miss France 2023                                                 | Guadeloupe              | Top 30                  |
| 2023  | Diane Leyre                        | Miss France 2022                                                 | Île-de-France           | Non classée             |
| 2022  | Floriane Bascou                    | 1re dauphine                                                     | Martinique              | Non classée             |
| 2021  | Clémence Botino                    | Miss France 2020                                                 | Guadeloupe              | Top 10                  |
| 2020  | Amandine Petit                     | Miss France 2021                                                 | Normandie               | Top 21                  |
| 2019  | Maëva Coucke                       | Miss France 2018                                                 | Nord-Pas-de-Calais      | Top 10                  |
| 2018  | Eva Colas,                         | 1re dauphine                                                     | Corse                   | Non classée             |
| 2017  | Alicia Aylies                      | Miss France 2017                                                 | Guyane                  | Non classée             |
| 2016  | Iris Mittenaere                    | Miss France 2016                                                 | Nord-Pas-de-Calais      | Miss Univers 2016       |
| 2015  | Flora Coquerel                     | Miss France 2014                                                 | Orléanais               | Top 5 (3e dauphine)     |
| 2014  | Camille Cerf                       | Miss France 2015                                                 | Nord-Pas-de-Calais      | Top 15                  |
| 2013  | Hinarani de Longeaux               | 1re dauphine                                                     | Tahiti                  | Non classée             |
| 2012  | Marie Payet                        | 2e dauphine                                                      | Réunion                 | Top 10 (6e)             |
| 2011  | Laury Thilleman                    | Miss France 2011                                                 | Bretagne                | Top 10 (6e)             |
| 2010  | Malika Ménard                      | Miss France 2010                                                 | Normandie               | Top 15                  |
| 2009  | Chloé Mortaud                      | Miss France 2009                                                 | Albigeois Midi-Pyrénées | Top 10 (5e dauphine)    |
| 2008  | Laura Tanguy                       | 2e dauphine                                                      | Pays de la Loire        | Non classée             |
| 2007  | Rachel Legrain-Trapani             | Miss France 2007                                                 | Picardie                | Non classée             |
| 2006  | Alexandra Rosenfeld                | Miss France 2006                                                 | Languedoc               | Non classée (22e)       |
| 2005  | Cindy Fabre                        | Miss France 2005                                                 | Normandie               | Non classée             |
| 2004  | Laetitia Bléger                    | Miss France 2004                                                 | Alsace                  | Non classée             |
| 2003  | Emmanuelle Chossat                 | Comité extérieur                                                 | -                       | Non classée             |
| 2002  | Sylvie Tellier                     | Miss France 2002                                                 | Lyon                    | Non classée             |
| 2001  | Élodie Gossuin                     | Miss France 2001                                                 | Picardie                | Top 10                  |
| 2000  | Sonia Rolland                      | Miss France 2000                                                 | Bourgogne               | Top 10                  |
| 1999  | Mareva Galanter (Miss Tahiti 1998) | Miss France 1999                                                 | Polynésie française     | Non classée             |
| 1998  | Sophie Thalmann                    | Miss France 1998                                                 | Lorraine                | Non classée             |
| 1997  | Patricia Spehar                    | Miss France 1997                                                 | Paris                   | Non classée             |
| 1996  | Laure Belleville                   | Miss France 1996                                                 | Pays de Savoie          | Non classée             |
| 1995  | Corine Lauret                      | 2e dauphine                                                      | Réunion                 | Non classée             |
| 1994  | Valérie Claisse                    | Miss France 1994                                                 | Pays de la Loire        | Non classée             |
| 1993  | Véronique de la Cruz               | Miss France 1993                                                 | Guadeloupe              | Non classée             |
| 1992  | Linda Hardy                        | Miss France 1992                                                 | Pays de la Loire        | Non classée             |
| 1991  | Mareva Georges (Miss Tahiti 1990)  | Miss France 1991                                                 | Polynésie française     | Top 10                  |
| 1990  | Gaëlle Voiry                       | Miss France 1990                                                 | Aquitaine               | Non classée             |
| 1989  | Pascale Meotti                     | 3e dauphine                                                      | Franche-Comté           | Non classée             |
| 1988  | Claudia Frittolini                 | 1re dauphine                                                     | Alsace                  | Non classée             |
| 1987  | Nathalie Marquay                   | Miss France 1987                                                 | Alsace                  | Non classée             |
| 1986  | Catherine Carew                    | Miss France Outre-Mer 1986                                       | Guadeloupe              | Non classée             |
| 1985  | Suzanne Iskandar                   | Miss France 1985                                                 | Alsace                  | Non classée             |
| 1984  | Martine Robine                     | Miss France 1984                                                 | Normandie               | Non classée             |
| 1983  | Frédérique Leroy                   | 1re dauphine puis Miss France 1983                               | Bordeaux                | Non classée             |
| 1982  | Martine Philipps                   | 1re dauphine                                                     | Franche-Comté           | Non classée             |
| 1981  | Isabelle Benard                    | Miss France 1981                                                 | Normandie               | Non classée             |
| 1980  | Brigitte Choquet                   | Miss Languedoc 1979 non classée à l'élection de Miss France 1980 | Languedoc               | Non classée             |
| 1979  | Sylvie Paréra                      | Miss France 1979                                                 | Marseille               | Non classée             |
| 1978  | Brigitte Konjovic                  | 1re dauphine puis Miss France 1978                               | Paris                   | Non classée             |
| 1977  | Véronique Fagot                    | Miss France 1977                                                 | Poitou                  | Non classée             |
| 1976  | Monique Uldaric                    | Miss France 1976                                                 | Réunion                 | Non classée             |
| 1975  | Sophie Perin                       | Miss France 1975                                                 | Lorraine                | Non classée             |
| 1974  | Brigitte Flayac                    | 5e dauphine                                                      | Arcachon                | Non classée             |
| 1973  | Isabelle Krumacker                 | Miss France 1973                                                 | Lorraine                | Non classée             |
| 1972  | Claudine Cassereau                 | 3e dauphine puis Miss France 1972                                | Poitou                  | Non classée             |
| 1971  | Myriam Stocco                      | Miss France 1971                                                 | Languedoc-Roussillon    | Top 12                  |
| 1970  | Françoise Durand-Behot             | Comité extérieur                                                 | -                       | Non classée             |
| 1969  | Agathe Cognet                      | Comité extérieur                                                 | -                       | Non classée             |
| 1968  | Elizabeth Cadren                   | Comité extérieur                                                 | -                       | Top 15                  |
| 1967  | Anne Vernier                       | 1re dauphine                                                     | Aquitaine               | Non classée             |
| 1966  | Michèle Boule                      | Miss France 1966                                                 | Cannes                  | Non classée             |
| 1965  | Marie-Thérèse Tullio               | 2e dauphine                                                      | Marseille               | Non classée             |
| 1964  | Edith Noël                         | Comité extérieur                                                 | -                       | Top 10                  |
| 1963  | Monique Lemaire                    | Miss France 1962                                                 | Côte d'Emeraude         | Top 15                  |
| 1962  | Sabine Surget                      | Comité extérieur                                                 | -                       | Non classée             |
| 1961  | Simone Darot                       | Comité extérieur                                                 | -                       | Top 15                  |
| 1960  | Florence Eyrie                     | Comité extérieur                                                 | -                       | Non classée             |
| 1959  | Françoise St-Laurent               | Comité extérieur                                                 | -                       | Top 15                  |
| 1958  | Monique Boulinguez                 | Comité extérieur                                                 | -                       | Non classée             |
| 1957  | Lisa Simon                         | Comité extérieur                                                 |                         | Non classée             |
| 1956  | Anita Treyens                      | Comité extérieur                                                 | -                       | Top 15                  |
| 1955  | Claudie Petit                      | Comité extérieur                                                 | -                       | Non classée             |
| 1954  | Jacqueline Beer                    | Comité extérieur                                                 | -                       | Top 16                  |
| 1953  | Christiane Martel                  | Miss Cinémonde                                                   | -                       | Miss Univers 1953       |
| 1952  | Claude Godart                      | Comité extérieur                                                 | -                       | Non classée             |

## Galerie

### 2020-2021

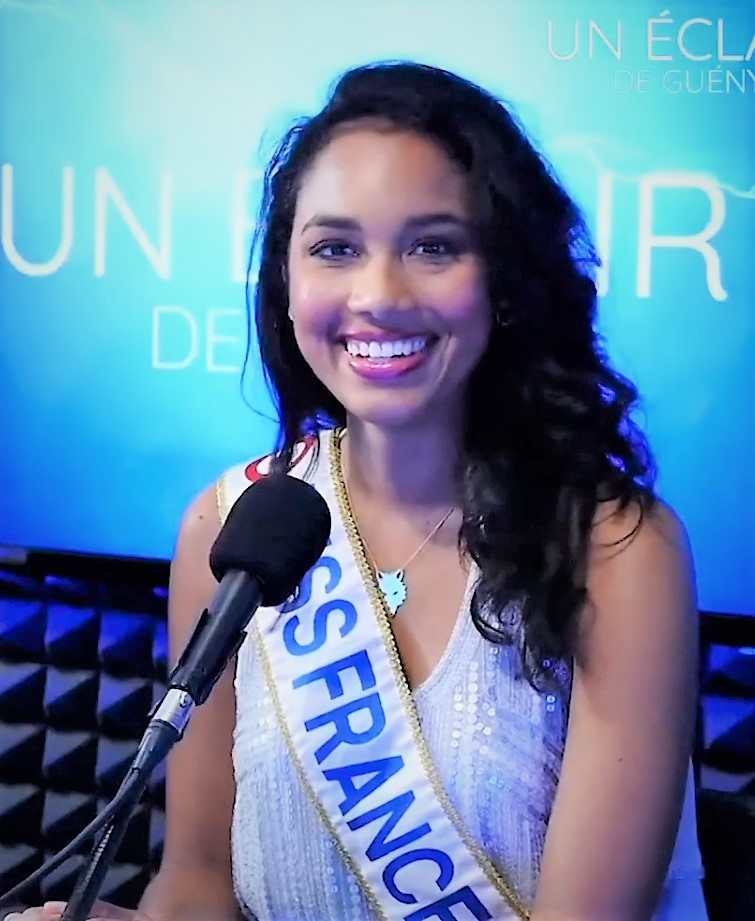
Clémence Botino, Miss Universe France 2021.
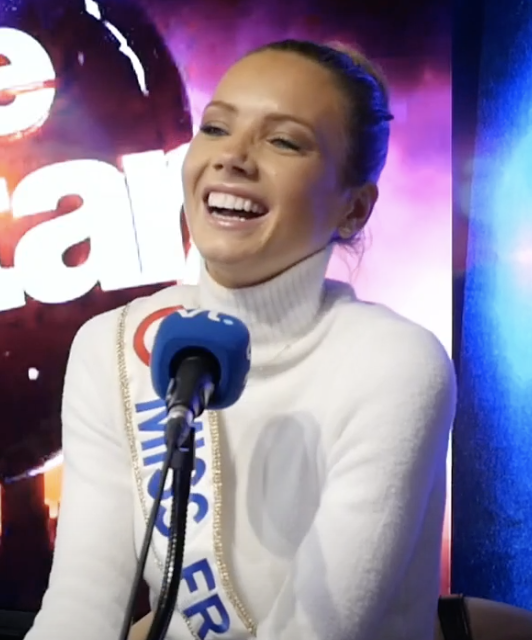
Amandine Petit, Miss Universe France 2020.

### 2010-2019

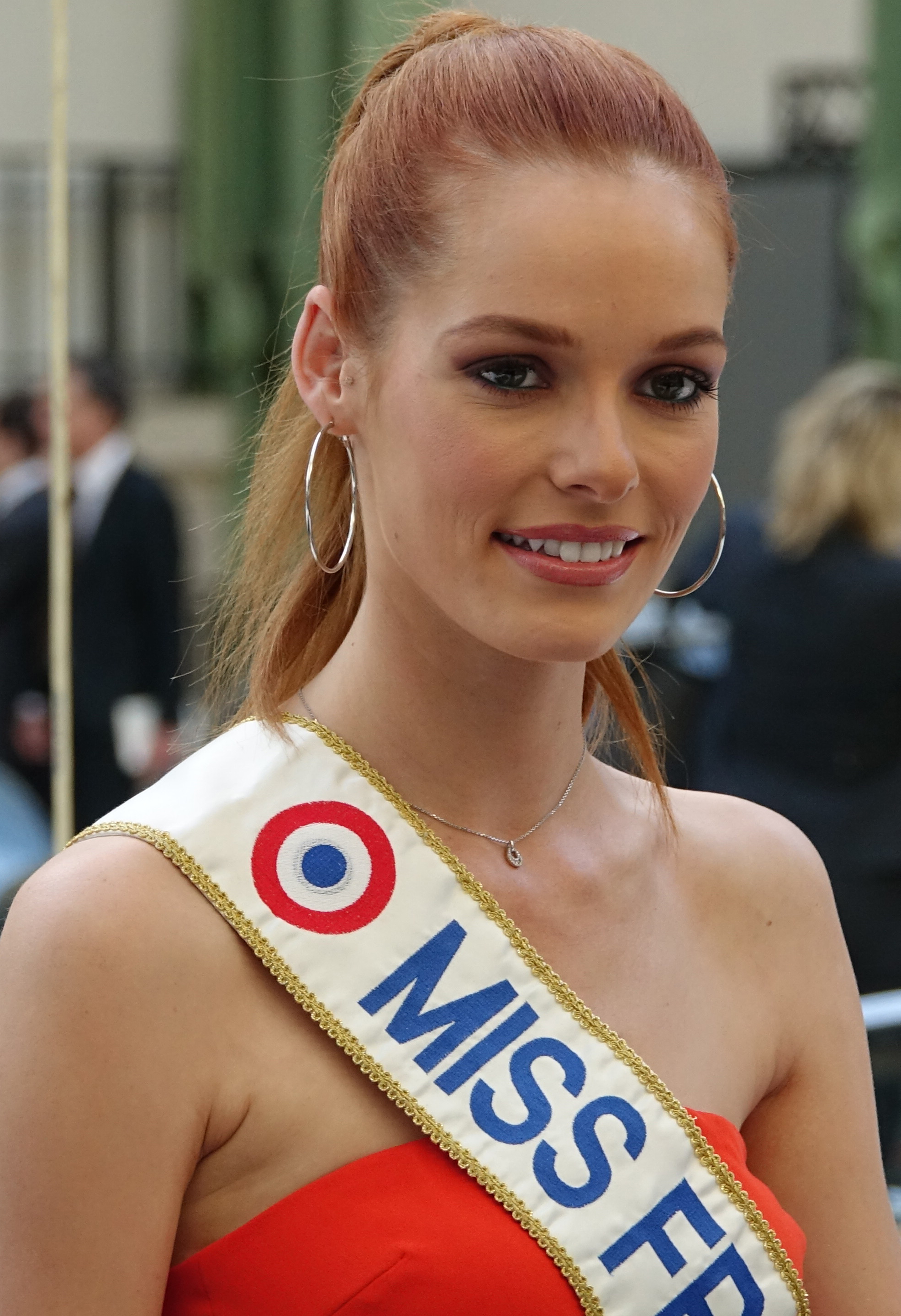
Maëva Coucke, Miss Universe France 2019.
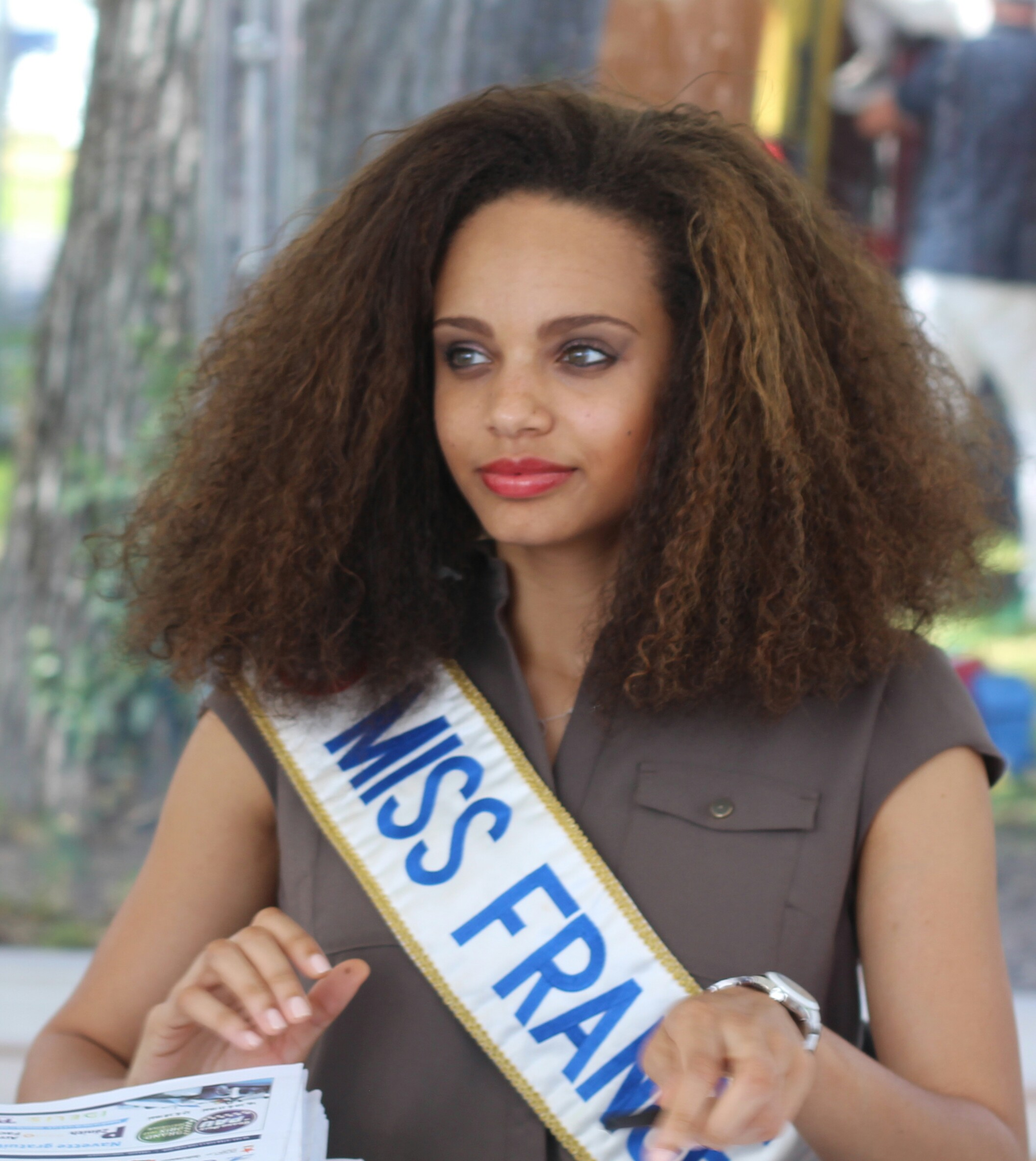
Alicia Aylies, Miss Universe France 2017.
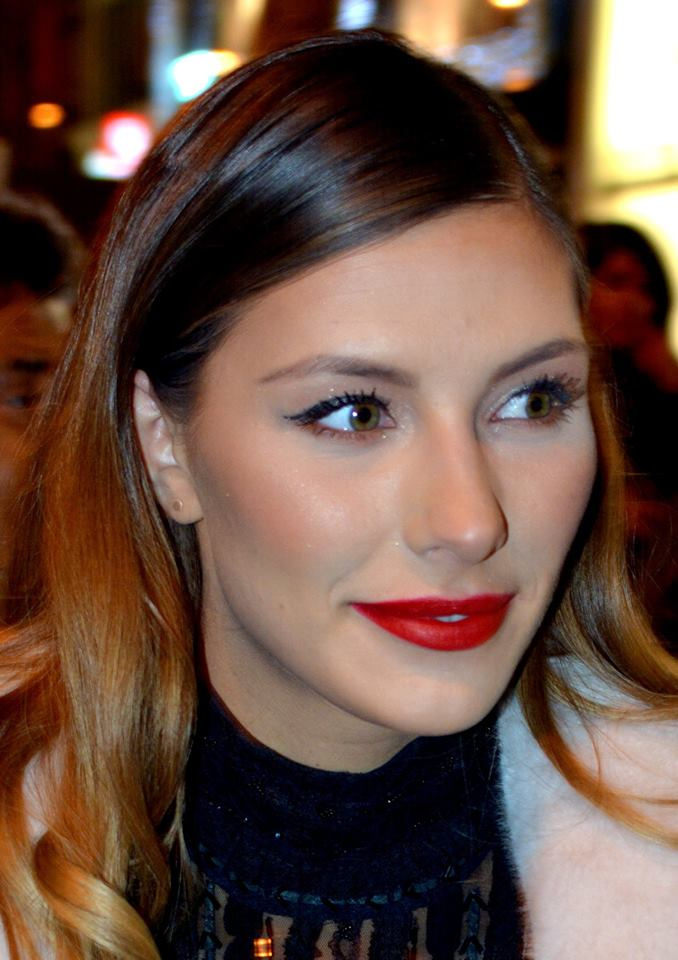
Camille Cerf, Miss Universe France 2014.
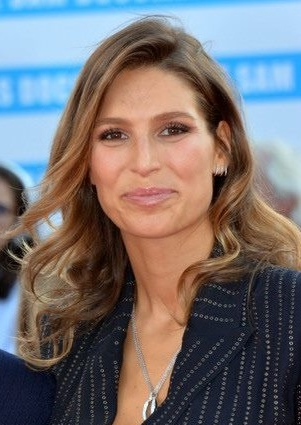
Laury Thilleman, Miss Universe France 2011.

### 2000-2009

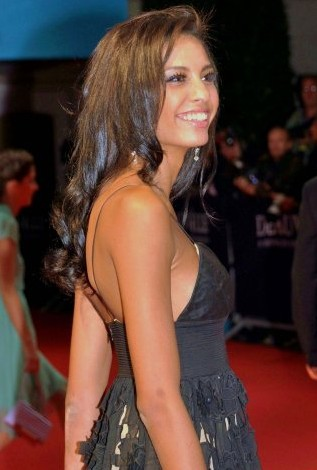
Chloé Mortaud, Miss Universe France 2009.
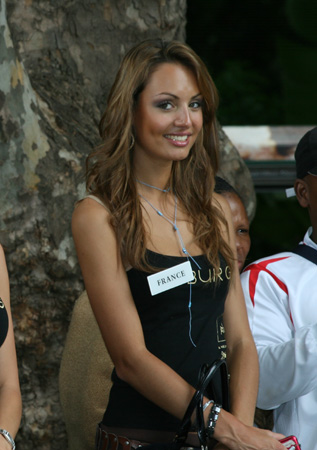
Laura Tanguy, Miss Universe France 2008.
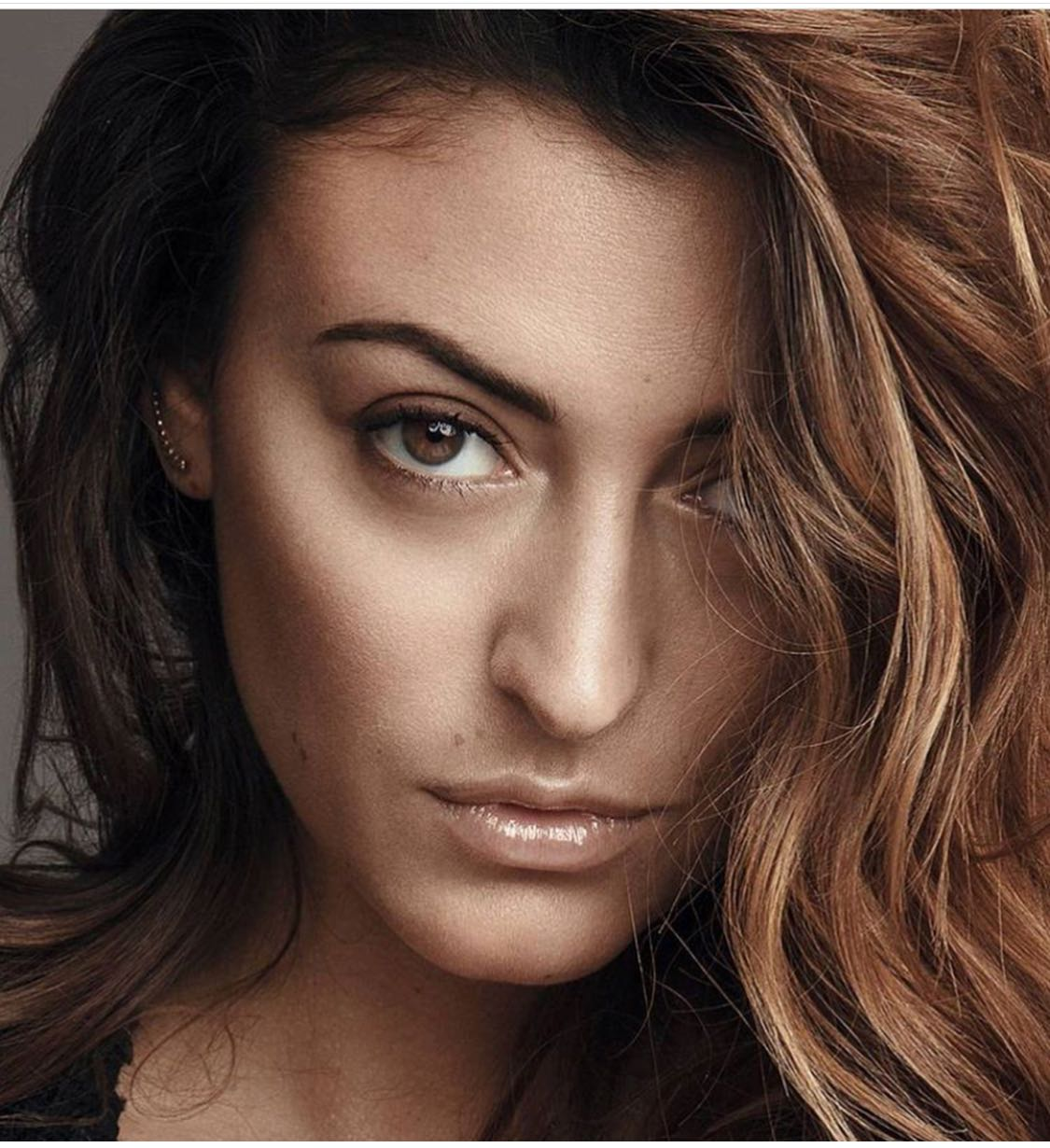
Rachel Legrain-Trapani, Miss Universe France 2007.
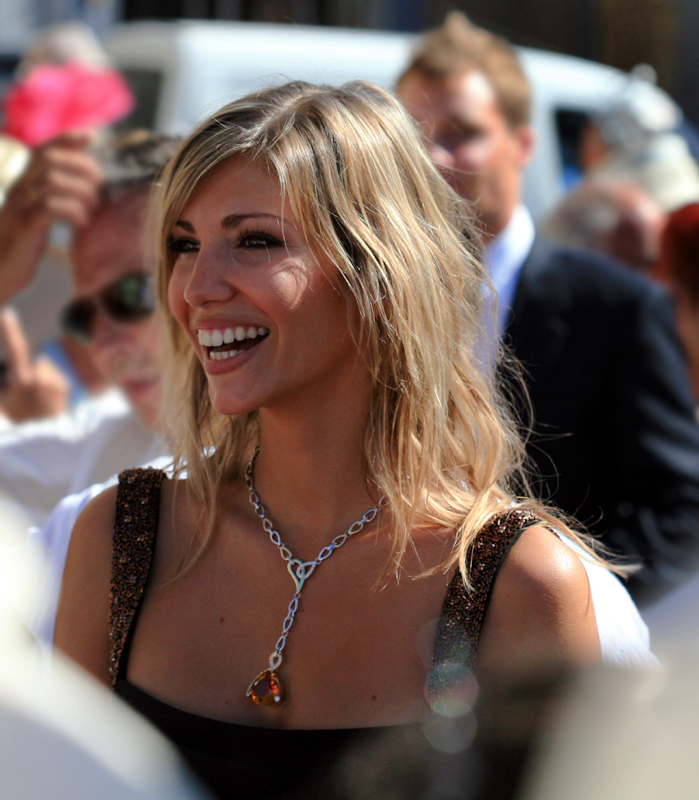
Alexandra Rosenfeld, Miss Universe France 2006.
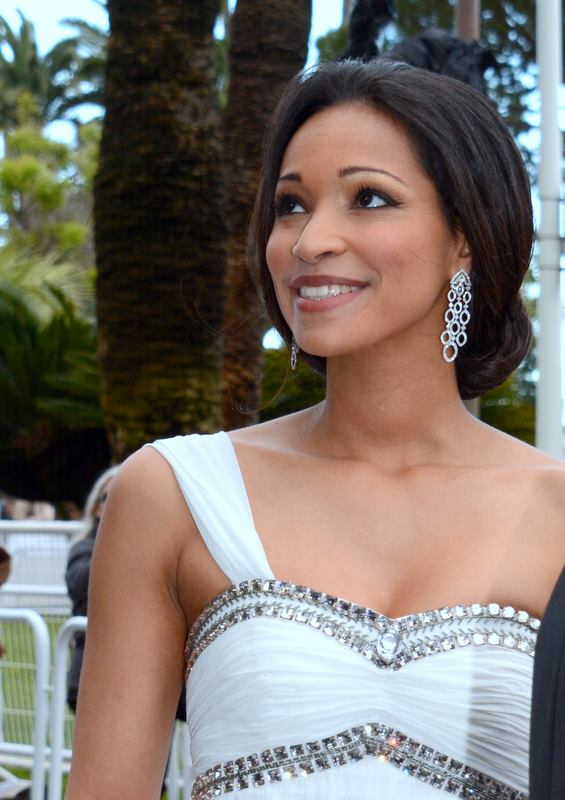
Cindy Fabre, Miss Universe France 2005.
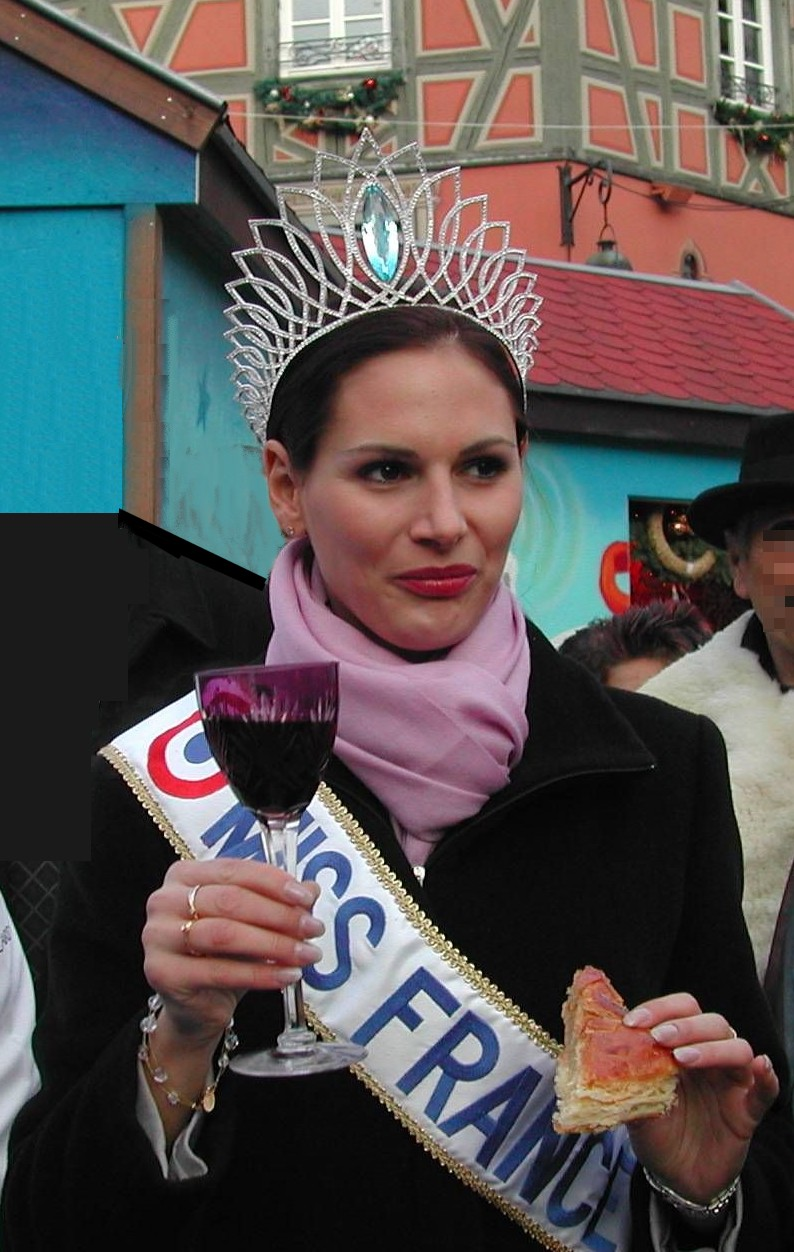
Lætitia Bléger, Miss Universe France 2004.
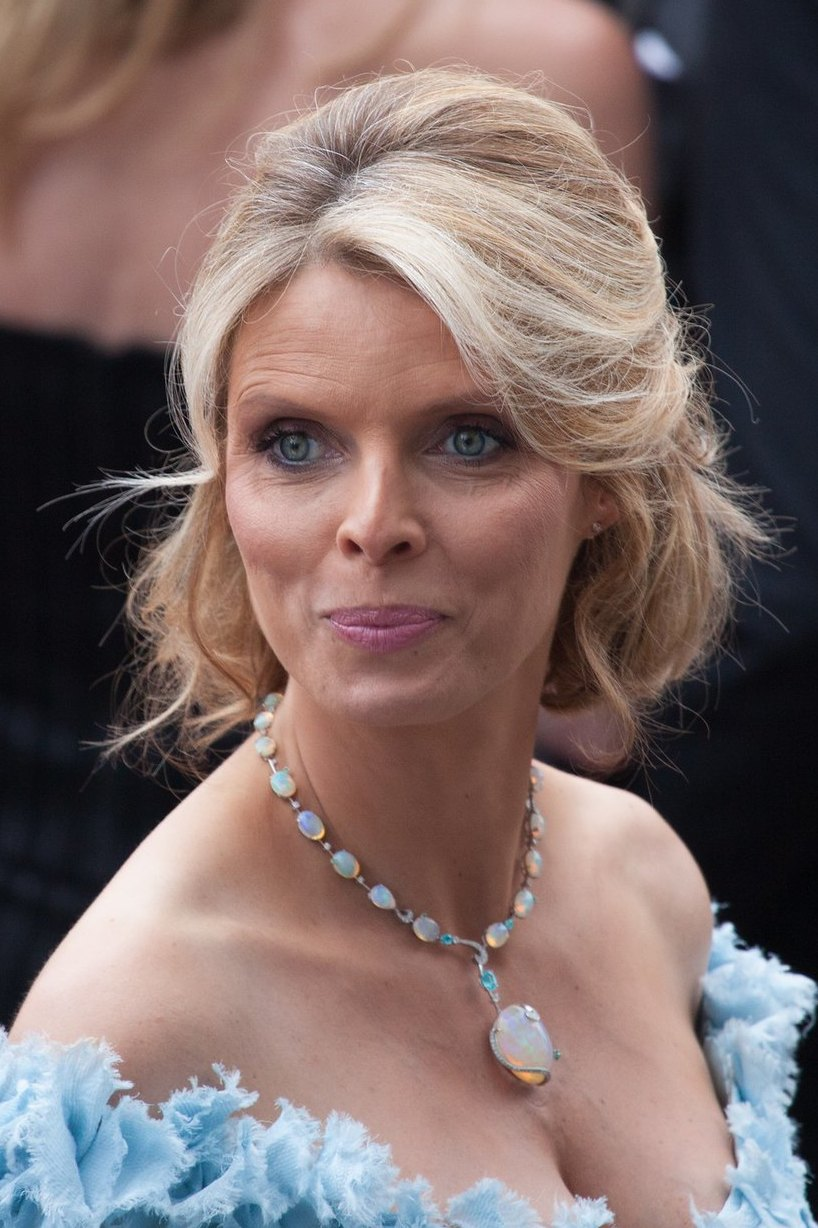
Sylvie Tellier, Miss Universe France 2002.
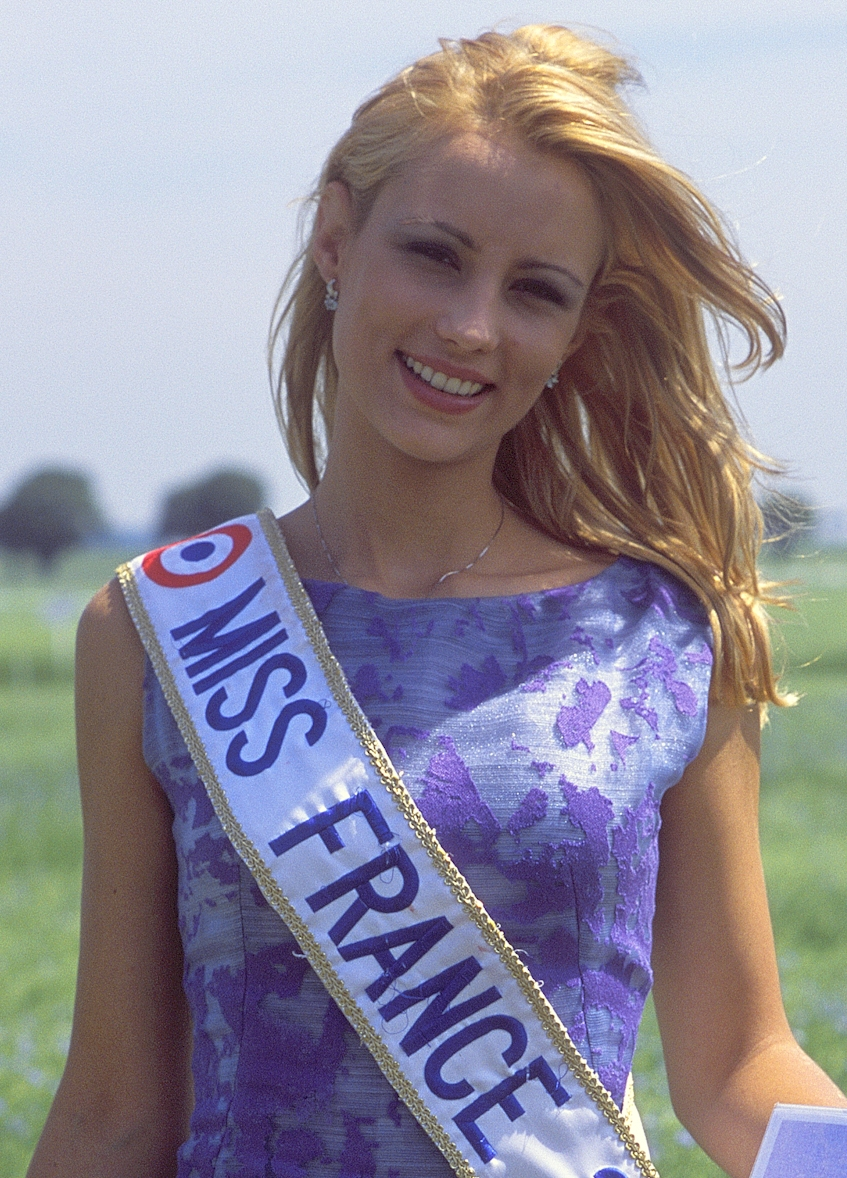
Élodie Gossuin, Miss Universe France 2001.
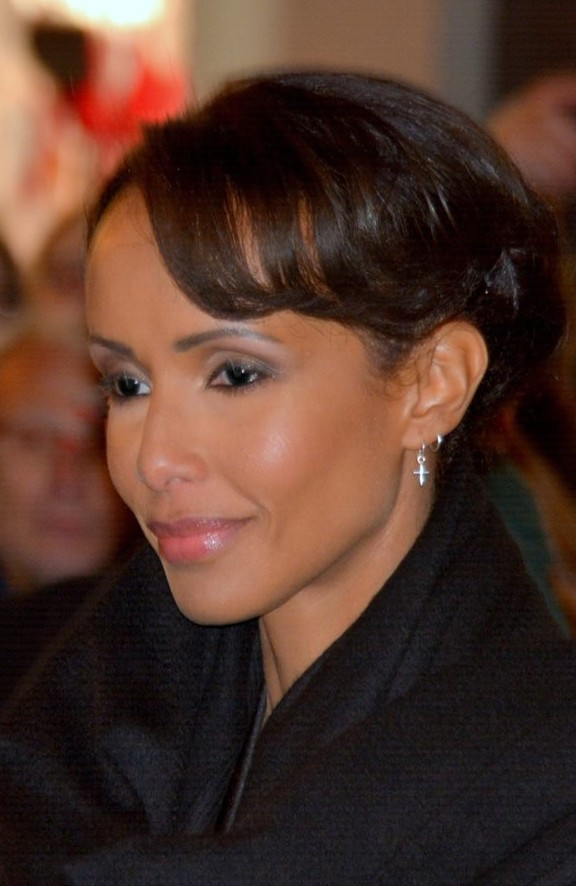
Sonia Rolland, Miss Universe France 2000.

### 1990-1999

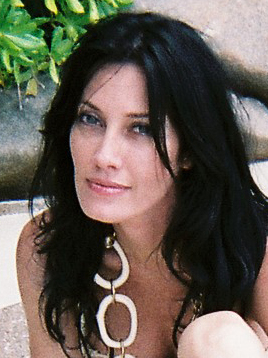
Mareva Galanter, Miss Universe France 1999.
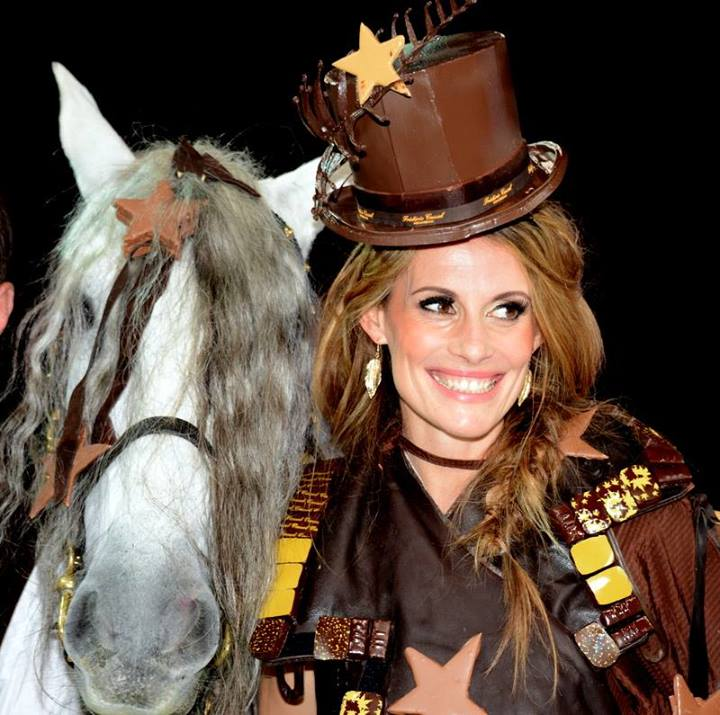
Sophie Thalmann, Miss Universe France 1998.
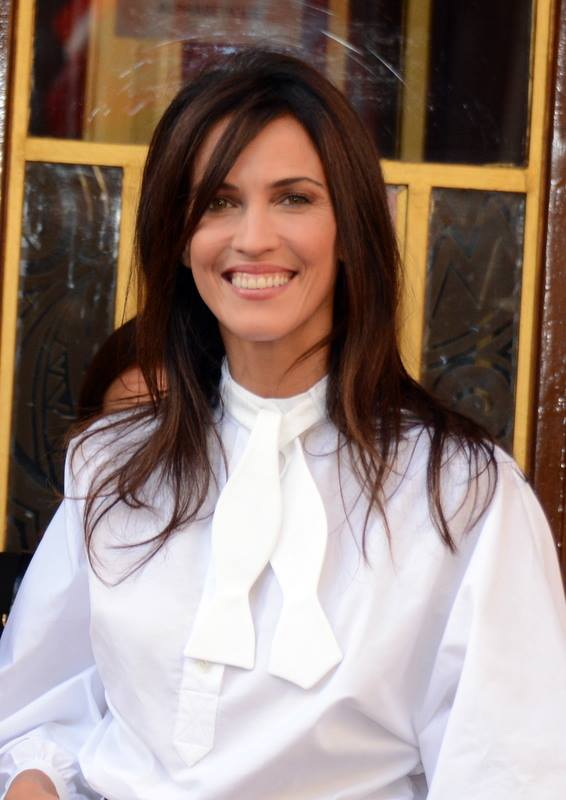
Linda Hardy, Miss Universe France 1992.

## Observations
Christiane Martel n'a jamais porté le titre de Miss France, à la place elle a été élue Miss Cinémonde 1953, ce qui fait d’Iris Mittenaere la première Miss Univers française issue de l’organisation Miss France.
La France a envoyé au concours 53 candidates issues du concours national Miss France dont 41 Miss France et 12 dauphines de Miss France.
La France et le Canada sont les seuls pays à avoir participé à toutes les éditions de Miss Univers.